# Гвінейські мангри
Гвінейські мангри (ідентифікатор WWF: AT1403) — афротропічний екорегіон мангрових лісів, розташований в прибережних районах Західної Африки.

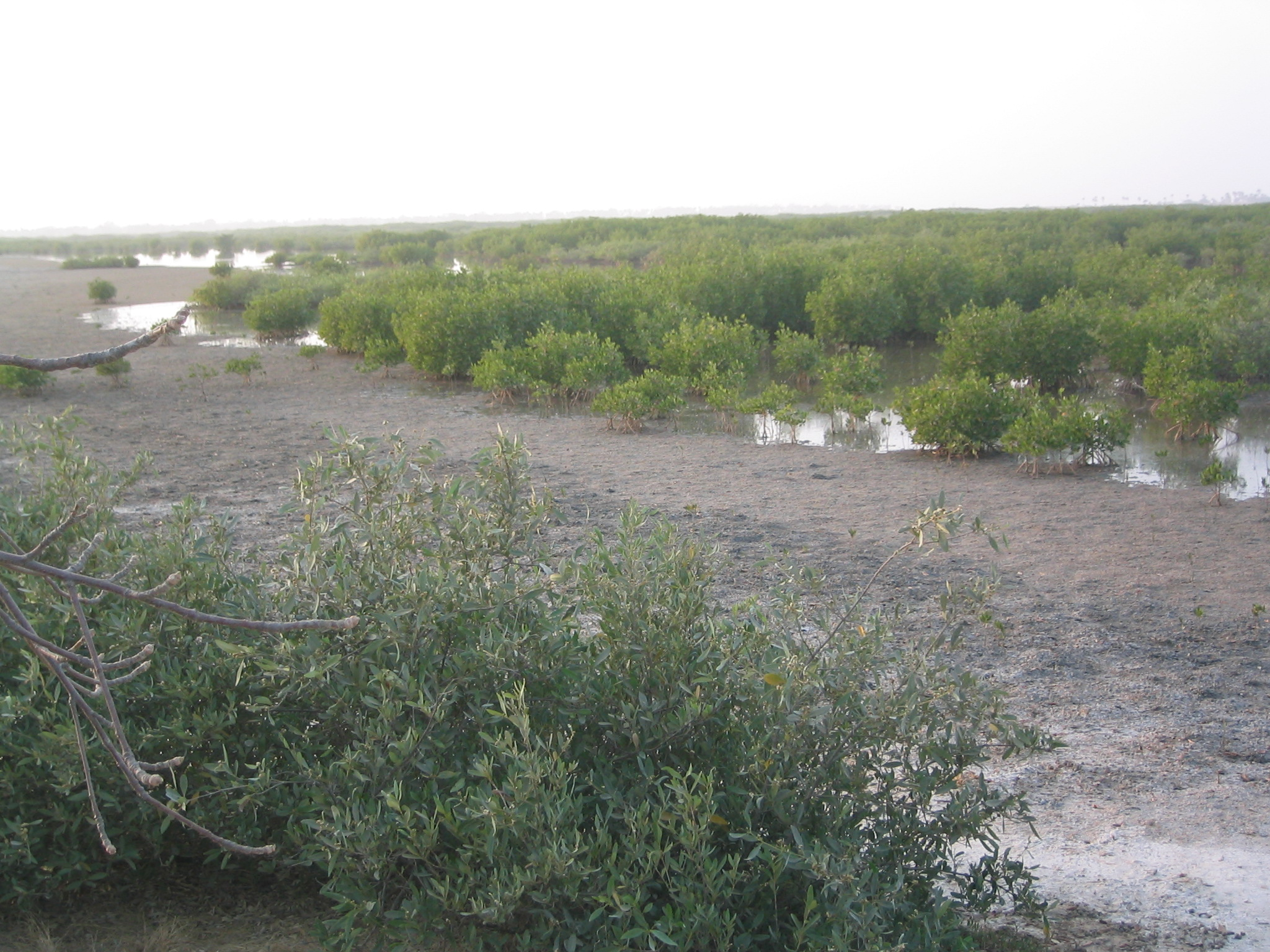
Мангрові зарості під час відпливу (Сенегал)

## Географія
Гвінейські мангри поширені на узбережжі Атлантичного океану і Гвінейської затоки в Західній Африці, зокрема в дельтах річок Салум та Казаманс в Сенегалі, в нижній течії річки Гамбія, на значній території узбережжя Сьєрра-Леоне, зокрема на річках Кашеу та Мансоа, на північно-західному узбережжі Гвінеї, на значній частині узбережжя Сьєрра-Леоне, зокрема на річці Шербро та на однойменному острові, а також в деяких прибережних районах Ліберії та Кот-д'Івуару. Мангрові зарості процвітають у неглибоких прибережних затоках і естуаріях, де тепла солона океанічна вода під час припливів підіймається вверх по річкам на відстань до 100 км, як у випадку річки Кашеу в Гвінеї-Бісау.

## Клімат
На більшій частині екорегіону переважає мусонний клімат (Am за класифікацією кліматів Кеппена), а на північному заході — саванний клімат (Aw за класифікацією Кеппена). Середня температура на півночі регіону коливається від 15 до 28 °C, а в Гвінеї — від 23 до 32 °C. Середньорічна кількість опадів в регіоні значно різниться: від 95 мм в дельті річки Сенегал до майже 9000 мм у Сьєрра-Леоне. Під час сезону дощів регіон отримує значну кількість прісної води. Під час сухого сезону морський вплив більш виражений, а солона вода досягає віддалених від узбережжя районів.

## Флора і фауна
Мангри Західної Африки є більш подібними на мангри, що ростуть на заході Атлантики, ніж на ті, що поширені у Східній Африці, і мають менш різноманітну флору. Тут ростуть червоні мангри (Rhizophora mangle) та інші мангри з роду Rhizophora, чорні мангри (Avicennia germinans), білі мангри (Laguncularia racemosa) та прямі конусоплідні мангри (Conocarpus erectus), які досягають висоти 10 м. Найвищі дерева можуть досягати висоти 40 м і утворювати щось подібне до галерейних лісів вздовж річок. На мулистих прибережних рівнинах ростуть набагато нижчі дерева. На внутрішній периферії мангрових лісів ростуть різноманітні трави, папороті та галофіти (солелюбні рослини).
Мангрові болота є важливим середовищем проживання для різноманітних молюсків, креветок, риб, птахів і ссавців. Тут зустрічаються африканські ламантини (Trichechus senegalensis), водні оленьки (Hyemoschus aquaticus), короткоморді крокодили (Osteolaemus tetraspis), західноафриканські крокодили (Crocodylus suchus) та нільські варани (Varanus niloticus). По гілках мангрових лісів пересуваються червоні колобуси (Piliocolobus badius), королівські колобуси (Colobus polykomos) та мавпи Кемпбелла (Cercopithecus campbelli).
Регіон вирізняється багатою орнітофауною. Серед поширених в регіоні птахів слід відзначити чаплю-велетня (Ardea goliath), руду чаплю (Ardea purpurea), єгипетську чаплю (Bubulcus ibis), мангрову чаплю (Butorides striata), рифову чаплю (Egretta gularis), рожевокрилого фламінго (Phoenicopterus roseus), малого фламінго (Phoeniconaias minor), африканського косаря (Platalea alba) та священного ібіса (Threskiornis aethiopicus). Мангрові болота Західної Африки також є важливим місцем зимування для багатьох палеарктичних перелітних птахів. 
Характерною рибою, поширеною у гвінейських манграх, є атлантичний стрибун (Periophthalmus barbarus), що веде напівводний спосіб життя. Також в регіоні зустрічаються морські черепахи, зокрема довгоголові морські черепахи (Caretta caretta) та зелені черепахи (Chelonia mydas).

## Збереження
Мангровим лісам регіону загрожує вирубка на деревину та розчистка землі під рисові поля. Крім того, їм також загрожують зміни клімату, пов'язані зі зменшенням кількості опадів. На півдні Сенегалу докладаються зусилля для відновлення мангрових заростей. В екорегіоні гвінейських мангрів розташована столиця Гамбії Банжул та столиця Гвінеї-Бісау Бісау.
Оцінка 2017 року показала, що 5289 км², або 24 % екорегіону, є заповідними територіями. Природоохоронні території включають: Національний парк дельти Салуму та Національний парк Бас-Казаманс в Сенегалі, Національний парк Ніумі в Гамбії, Природний парк мангрів річки Кашеу та Природний парк архіпелагу Біжаґош в Гвінеї-Бісау. У 2011 році дельта Салуму була внесена до списку Світової спадщини ЮНЕСКО.